# Дежнёвка (станция, Еврейская автономная область)
Дежнёвка — населённый пункт (тип: станция) в Смидовичском районе Еврейской автономной области России. Входит в Камышовское сельское поселение.

## География
Расположена на Транссибирской магистрали, вблизи автотрассы Чита — Хабаровск, в долине реки Тунгуска, до правого берега около 7 км.

### Географическое положение
Расстояние до административного центра Камышовского сельского поселения села Камышовка около 2 км (на запад по автотрассе Чита — Хабаровск), расстояние до районного центра пос. Смидович около 62 км (на запад по автотрассе Чита — Хабаровск).

## История
Населённый пункт появился при строительстве Транссиба в 1893 году. В селении жили семьи тех, кто обслуживал железнодорожную инфраструктуру.

## Население
| 2010 |
| ---- |
| 62   |

## Инфраструктура
Основа экономики — обслуживание путевого хозяйства Хабаровского отделения Дальневосточной железной дороги

## Транспорт
Развит автомобильный и железнодорожный транспорт.